# トロンツァーノ・ラーゴ・マッジョーレ
トロンツァーノ・ラーゴ・マッジョーレ（伊: Tronzano Lago Maggiore）は、イタリア共和国ロンバルディア州ヴァレーゼ県にある、人口約200人の基礎自治体（コムーネ）。

## 地理

### 位置・広がり

#### 隣接コムーネ
隣接するコムーネは以下の通り。括弧内のCH-TIはスイスティチーノ州、VBはヴェルバーノ・クジオ・オッソラ県所属。
- Brissago (CH-TI)
- カンノービオ (VB)
- マッカーニョ・コン・ピーノ・エ・ヴェッダスカ

### 地震分類
イタリアの地震リスク階級 (it) では、4 に分類される
。

## 行政

### 分離集落
トロンツァーノ・ラーゴ・マッジョーレには、以下の分離集落（フラツィオーネ）がある。
- Bassano, Il Bersagliere, La Costa, La Crocetta, La Mora, Lanterna, Monte Borgna, Monti di Bassano, Poggio, Porto, Riva, Ronco Scigolino, Santa Maria di Lourdes